# Mjötjärnen (Umeå socken, Västerbotten)
Mjötjärnen är en sjö i Umeå kommun i Västerbotten och ingår i Tavelåns huvudavrinningsområde.